# اندیس خرم‌آباد
خرم آباد یک اندیس فلزی است که در حوالی شهر بستاب استان کرمان قرار دارد و مادهٔ معدنی موجود در آن، سرب و روی است.  